# ザ・ヤクザ
『ザ・ヤクザ』（The Yakuza）は、1974年のアメリカ合衆国の犯罪アクション映画。監督はシドニー・ポラック、製作・配給はワーナー・ブラザース。高倉健、ロバート・ミッチャムの日米二大アクションスターの共演と宣伝された。製作費20億円強。
義理と人情、掟が支配する任侠の世界を背景に、アメリカのプライベート・アイと元ヤクザの日本人との友情を通し、東西文化の対照を描く。旧友の娘を救出するために日本にやって来たアメリカ人の元刑事が義理堅い寡黙な日本人の男と協力してヤクザ組織と対決するハリウッド版仁侠映画である。2005年に『イントゥ・ザ・サン』としてリメイクされた。

## ストーリー
ロサンゼルスで私立探偵をしているハリー・キルマーは旧友のジョージ・タナーから、日本の暴力団・東野組に誘拐された娘を救出してほしいと依頼される。タナーは海運会社を営んでいるがマフィアでもあり、武器密輸の契約トラブルで東野組と揉めていたのだった。
東野が殺し屋・加藤次郎をロスに送り、娘のドレスの切れ端をタナーに渡して4日以内にタナー自身が日本に来なければ娘の命はないと通達。タナーは、かつて進駐軍憲兵として日本に勤務していた旧友のハリーに相談した。ハリーは日本語が堪能な上、田中健という暴力団の幹部と面識があった。
田中健は、ハリーには大きな義理があるので東野との交渉もうまく行くだろうというのがタナーの目算だった。こうして仕方なくハリーは二十年ぶりに東京へ向かう。ハリーにはボディガードで監視役のダスティが同行していた。ハリーとタナーの共通の友人のオリヴァー・ウィートの邸に滞在することになる。オリヴァーは日本文化に惹かれ、大学で米国史を教えていた。
ハリーはバー「キルマーハウス」を訪れる。戦後の混乱のさなかに田中英子と知り合い、子連れの英子が娼婦にならずにすんだのもハリーの愛情のおかげだった。別れた理由は米軍は日本軍だった兄の敵だったからとされていた。実は英子の夫・健が奇跡的に復員。健は妻と娘が受けた恩義を尊び、二人から遠去かる。ハリーには健と英子の関係を兄妹と話した。軍の命令で日本を去らなければならなくなったハリーはタナーからまとまった金を用意してもらい、バーを英子に与えたのだった。娘・花子も今は美しく成長して、心からハリーを歓迎した。
ハリーは健に会いに京都に向かう。健はヤクザの世界から足を洗い、剣道を教えていたが、義理を返すために頼みを引き受ける。タナーの娘が監禁されている鎌倉の古寺に忍び入り、娘を救出。今度は健の命が東野組に狙われる。健の兄で実力者の五郎でさえも健を救うことはできない。ハリーはタナーが東野と手を握り、自分たちを裏切ったことを知る。
東野組がウィート邸に殴り込みをかけ、目の前で花子とダスティが殺される。五郎も今は東野の部下である息子の四郎を見逃すことを条件に全面的な協力を約束。タナーを射殺したハリーは健とともに、賭場を開いている東野邸に殴り込む。健の振りかざした日本刀で東野を殺したが、誤って四郎の命を奪っていた。「出入り」の際だから仕方がなかったと五郎が止めるのも聞かず、健は指詰めをする。五郎から健が英子の実の夫であり、花子の実の父親であることを知らされた今、ハリーは健が自分のために払ってくれた義理に報いるためにアメリカに帰る日に健を訪ねる。既に指詰めを決意していた。健は「これ以上の友情はない」と語る。

## キャスト
| 役名            | 俳優                   | 日本語吹替                                                   |
| 役名            | 俳優                   | フジテレビ版                                                 |
| --------------- | ---------------------- | ------------------------------------------------------------ |
| ハリー・キルマ― | ロバート・ミッチャム   | 浦野光                                                       |
| 田中健          | 高倉健                 | 高倉健                                                       |
| 英子            | 岸恵子                 | 寺島信子                                                     |
| タナー          | ブライアン・キース     | 福田豊土                                                     |
| 五郎            | ジェームズ・シゲタ     | 黒沢良                                                       |
| 東野            | 岡田英次               | 小林修                                                       |
| オリバー        | ハーブ・エデルマン     | 木村幌                                                       |
| ダスティ        | リチャード・ジョーダン | 野島昭生                                                     |
| 加藤            | 待田京介               | 江角英明                                                     |
| 花子            | クリスティーナ・コクボ | 信澤三恵子                                                   |
| 村田            | 汐路章                 | 細井重之                                                     |
| 不明 その他     |                        | 小川真司 丸山詠二 小野丈夫 坂井志満 広瀬正志 西村知道 葵京子 |
|                 |                        |                                                              |
| 演出            | 演出                   | 小林守夫                                                     |
| 翻訳            | 翻訳                   | 飯嶋永昭                                                     |
| 効果            | 効果                   | 遠藤グループ                                                 |
| 調整            | 調整                   | 前田仁信/平野富夫                                            |
| 制作            | 制作                   | 東北新社                                                     |
| 解説            |                        |                                                              |
| 初回放送        | 初回放送               | 1978年10月20日 『ゴールデン洋画劇場』                        |

## スタッフ
- 製作：シドニー・ポラック
- エクゼクティブプロデューサー：俊藤浩滋
- 共同製作：マイケル・ハミルバーグ
- 監督：シドニー・ポラック
- 助監督：D・マイケル・ムーア、マイク・アベ
- 脚色：ポール・シュレイダー、ロバート・タウン
- 台詞監修：ホープ・ウィリアムズ
- 原作：レナード・シュレイダー
- 撮影：岡崎宏三
- アメリカン・シークエンス撮影：デューク・キャラハン（英語版）
- 音楽：デイヴ・グルーシン
- 挿入歌：「ONLY THE WIND」作詞、阿久悠
- 美術：イシダ・ヨシユキ
- 音響：ベシル・フェントン・スミス
- 録音：アーサー・ペインタドーシ
- 編集監督：フレドリック・スタインカンプ
- 編集：トーマス・スタンフォード（英語版）、ドン・ガイデス（英語版）
- プロダクション・デザイン&第2班監督：スチーブン・グライムス
- ユニット・プロダクション・マネージャー：ジョン・R・クーナン
- 特殊効果：リチャード・パーカーカサイ・トモオ
- メーキャップ：ギャリー・モーリス
- 衣装デザイン：ドロシー・ジェーキンス

## 製作
岡田茂東映社長は、年に1、2本ロードショー出来る大作映画を作りたいと考えており、ワーナー・ブラザース側から合作の申し入れがあったことから、製作を決めた。双方でお金を出し合うという選択もあったが、製作費を出すと中々ペイ出来ないだろうとリスキーな選択を避け、スタジオ・スタッフを提供する下請けを選んだ。本作は合作映画ではない。1973年10月27日、アメリカハリウッドで、俊藤浩滋プロデューサー、高岩淡東映京都撮影所（以下、東映京都）所長ら、東映側から5人が出席して正式調印が行われたが、ワーナーサイドに要求していた日本配給は世界配給と切り離して東映が配給を行うという要望は聞き入れられず、日本を含めて全てワーナーの配給になった。東映は安全コースを取る形となったが、東映も世界マーケットに通用する映画を作れるというデモンストレーションや高倉健の知名度を上げるという意味では大きなメリットがあると判断した。ワーナーの下請けではあったが、『トラ・トラ・トラ!』と同様、東映京都で撮影したという実績を作ったことで、後の東映作品の海外セールスの信用に効果があったといわれている。

### 脚本
脚本はポール・シュレイダーとロバート・タウンで、ロバート・タウンは同志社大学に留学経験があり、留学中に延々とヤクザ映画を見続けたといい、東映のスタッフから「日本人よりヤクザの世界に詳しい」と驚かせた。このためかなり細かい指示を出した。またシドニー・ポラック監督もロサンゼルスの東映直営館でヤクザ映画を20数本観たと話した。

### 撮影
役作りのため高倉健は日本屈指の剣道家である警視庁の中島五郎蔵を訪ねた。
プライベート・アイ役のロバート・ミッチャムが1974年1月5日に初来日。英子役の岸恵子とは翌1月6日に会い、「繊細で美しい女性だ」と話した。1月8日に東京は新橋の第一ホテルであった映画各社新年会にとび入りで舞台挨拶。ミッチャムは当時60歳。振袖姿の高沢順子や立野弓子ら各社ニューフェイスや、東映の中島ゆたか、日活の梢ひとみ、宮下順子、小川節子、中川梨絵らと気さくにカメラに収まり、「日本の女性はチャーミング」などと話し、リップサービスも忘れなかった。本作の出演を決めた理由については「今は世界中どこでもユニークな映画でないとヒットしない。シナリオを読んで、ヤクザの美学、特殊な世界に非常に興味をそそられ、出演を決めた。日本のヤクザ映画をロサンゼルスでたくさん観て、予備知識を仕込んできたが、分からないことで出て来たら、ケンに聞くよ」などと述べ、「（高倉主演の）『昭和残侠伝』や「網走番外地シリーズ」などを観た」と話した。
撮影は東京と京都を中心に行われ、1974年1月19日に東京赤坂のアメリカ大使館裏ホテルオークラ近辺にあるマンションロケから極秘にクランクイン。日米合同のスタッフは、撮影システムの違いから上手くいかなかったが、それとは対照的に高倉とミッチャムは撮影の合間に相撲を取ったり、ジョークを飛ばしたり和気あいあい。高倉が「台本が動作一つを細部に渡って書き込んでるので、やりづらいが、オレだって日本を代表して出演しているんで負けられん」と言うとミッチャムも「ケンもナイスガイだが、オレだってハリウッドを代表として来てるんだ」と火花を散らした。ミッチャムは酒好きで、ジョニ黒をポケットに忍ばせ、撮影の合間にチビチビ飲んだ。二週間を過ぎた頃、料亭で気に入ったという日本酒にチェンジした。ミッチャムは「じっくり味わうとコクがあってうまい」と話した。ミッチャムと高倉の二人だけスタンドインが付いた。高倉はNHK英会話の先生・ドン・ホームズから毎日3時間英語セリフの特訓を受けた。東京ロケの際、東映スタッフに1日の食事代として1500円が支給され、「さすがハリウッドはスケールが違う」と感心されたが、当時一般的なハリウッド映画は1日の食事代として15000円に宿泊代も同額が支給され、これらは契約外として支給されていた。他に東京ロケは首都高など。
ワーナーは東映京都のセット建設では気前よくポンポンと2千万、5千万と金を出した。来日スタッフ・キャストは京都の一流ホテルの20数室を貸し切り。その多くが妻子、一族を呼び寄せ、京都の神社仏閣見物をしゃれこんだ。また撮影は3カ月ながら、中古車10数台を買い、わざわざお抱え運転手を雇い、撮影所への送迎を行った。ワンカット撮るのに7回の本番を行い、フィルムを湯水のように使い、3分のシーンに延々5時間のリハーサル。1日に回すフィルムは6千フィート。用意したフィルムは30万フィートで、これは東映映画の1年半分にあたる。またカメラドリーなど最新式のコンパクトな機材を日本に持ち込み、東映スタッフを感心させた。
撮影は1974年4月15日まで、実質75日間に渡り日本で撮影された。『報知新聞』1974年3月27日付に「ハリウッドでは大作でもない普通の作品の製作費が15億円」と書かれていることから、長期にわたる日本ロケでそれ以上の製作費がかかったものと見られる。
日本ロケの後、二週間カリフォルニアロケが行われると告知された。『報知新聞』1974年1月20日付に「日本からは岸恵子、丹波哲郎、岡田英次、待田京介らが出演している」と書かれている。 
製作・監督のシドニー・ポラックは、京都がとても気に入り、京都を精力的にロケハンに回った。特に左京区南禅寺界隈別荘の怡園（旧細川家別邸）を気に入り、ここを日本の組織のボスとして撮影に参加していた丹波哲郎邸に見立てて1974年2月7日から9日の三日間、別邸の十畳を二間を貸し切り、撮影が行われた。役者の参加はロバート・ミッチャム、高倉健、丹波哲郎の3人で、この時点では高倉は丹波の実弟という設定で、誤って丹波の子どもを殺したため、高倉が旧友・ロバート・ミッチャムを伴い、丹波邸に出向き、高倉が丹波に詫びを入れ、高倉が指を詰める見せ場の撮影が2月7日に行われた。しかしポラック監督が「何で指を詰めるのか、身内なら止めるのでないか?」と反問したため、俊藤浩滋東映参与が懸命に説得したが、ポラック監督の説得に難航した。この怡園での撮影で丹波の出番は全て完了する予定だったが、悪天候が続いたため撮影が難航し、撮り残しが出た。諸々の撮影が予定以上に長引き、丹波が先に契約していたテレビドラマ『バーディー大作戦』（TBS・東映）の出演が不可能になるという理由で、1974年2月16日、丹波が突然降板を表明。『バーディー大作戦』は丹波プロダクションが制作協力の予定で変更はできなかった。ワーナーは急遽、代役にジェームズ・シゲタを立てた。ジェームズ・シゲタはオールドファンには懐かしいジャズ歌手イメージ。「日本語セリフを言う映画は8年ぶり」と話した。丹波は「契約の際、アメリカ式のスケジュールを誤解していた。このため出演中のテレビその他に影響が出て来たので降りた。合作映画にありがちなミスです」と話した。
岸恵子がフランスから帰国し、1974年2月26日、東映京都入り。岸は初めての東映京都。"国際女優"のキャリア、語学力、和服が似合う容姿を買われての出演だが、最初は「男のドラマで出る幕がない」と断った。しかしポラック監督と俊藤プロデューサーに熱心に口説かれ出演を承諾した。

## 作品の評価
Rotten Tomatoesによれば、17件の評論のうち高評価は59%にあたる10件で、平均点は10点満点中6.8点となっている。

## 影響
本作を気に入ったニュー・ライン・シネマは東映のヤクザ映画を購入するために来日していたが、千葉真一主演『激突! 殺人拳』を試写で見て、「ブルース・リー以上だ。素晴らしい」と心変わりし、ヤクザ映画ではなく、『激突! 殺人拳』の全米興行権を買い取っている。